# 東京都電設協会
一般社団法人東京都電設協会（とうきょうとでんせつきょうかい)は、都内に事業所を持つ中堅電気工事事業者で組織する業界団体。1963年(昭和38年)東京電友会として発足。

## 沿革
- 1963年(昭和38年)10月 - 東京電友会として発足。
- 1972年(昭和47年)10月 - 社団法人東京都電設協会。
- 2012年(平成24年)9月 - 一般社団法人に移行。(91社)

## 概要
- 入会資格は電気工事業の登録だけではなく、建設業の許可となっている。
- 実際の会員は、都内の中堅電気工事事業者である。
- 同様に大手の事業者は東京電業協会を組織しており、協力関係にある。

## 事業
- 経営技術に関する事業。(電気工事業・建設業に関する情報を収集分析し会員へ配信)
- 技能向上に関する事業。(電気工事士、電気工事施工管理技士などの受験準備講習会)
- 労務安全に関する事業。(労働安全衛生法による特別教育など)
- 公共奉仕に関する事業。(東京電業協会と協力し東京都教育庁と防災協定)
- その他の事業。(関係諸団体との連携、サークル活動、会誌「電友」の発行など)